# Нанси Удруф
Нанси Удруф (на английски: Nancy Woodruff) е американска писателка на произведения в жанра психологически съвременен роман.

## Биография и творчество
Нанси Удруф е родена през 1963 г. в САЩ. Израства в Маунт Проспект, Илинойс, където през 1981 г. завършва гимназия. Желае да стане писател. Учи в университета на Айова, където получава бакалавърска степен по изкуства. Получава магистърска степен по творческо писане от Колумбийския университет, където печели наградата „Хенфилд“.
След дипломирането си преподава „творческо писане“ в университета и после в колежа „SUNY Purchase“. През 1997 г. се мести в Лондон, където преподава в продължение на осем години в Ричмънд колидж на Американския международен университет. Понастоящем преподава в Нюйоркския университет.
Първият ѝ роман „Someone Else's Child“ (Детето на някой друг) е публикуван през 2000 г. Книгата представя живота на 15-годишно момче, което се сприятелява с три момичета, а след това случайно убива две от тях в автомобилна катастрофа. Майката на оцелялото момиче се свързва с него и му помага да преживее отхвърлянето от обществото.
През 2010 г. е издаден вторият ѝ роман „Любовната афера на жена ми“. Главната героиня, актрисата Джорджи Конъли, се премества със съпруга си в Лондон, където получава ролята на Дора Джордън, действителна личност, прочута с таланта и красотата си актриса на ХVIII век и майка на тринайсет незаконни деца, десет от тях – от крал Уилям IV. Получила всичко Джорджи го рискува заради една любовна афера, която има катастрофални последствия. Книгата е поглед към съдбата на две необикновени жени, които плащат огромна цена за страстта си.
Нанси Удруф живее със семейството си в Бруклин.

## Произведения

### Самостоятелни романи
- Someone Else's Child (2000)
- My Wife's Affair (2010)
Любовната афера на жена ми, изд. „БГкнига“ (2010), прев. Деница Райкова

### Сборници
- Shards: A Young Vice Cop Investigates Her Darkest Case of Meth Addiction – Her Own (2014) – с Алисън Мур